# Frank Glaw
Frank Rainer Glaw (Düsseldorf, Alemania; 22 de marzo de 1966) es un herpetólogo alemán que trabaja en el Zoologische Staatssammlung München. Es un autor contribuyente en más de 200 descripciones de taxones de Madagascar, como el camaleón Brookesia micra y la rana microhylidae Stumpff pygmaea. Varias especies llevan el nombre de Frank Glaw: una especie de camaleón, Calumma glawi; una de protistas, Eimeria glawi; y una de insecto palo, Glaviana glawi.

## Estudios
Glaw estudió biología en Colonia desde 1987, donde completó su diploma. Posteriormente, asistió a la Universidad de Bonn, de donde se graduó en 1999, después de completar su Ph.D. tesis (titulada Untersuchungen zur Bioakustik, Systematik, Artenvielfalt und Biogeographie madagassischer Anuren) sobre las ranas de Madagascar, supervisado por el profesor Wolfgang Böhme. Desde 1997 es curador de herpetología en el Zoologische Staatssammlung München. El enfoque de Glaw durante y después de su trabajo de tesis fue la herpetofauna de Madagascar. Desde finales de la década de 1980, ha estado trabajando estrechamente con Miguel Vences, actualmente profesor de biología evolutiva y zoología en la Technische Universität Braunschweig. Juntos, publicaron una guía de campo para los anfibios y reptiles de Madagascar en 1992, un trabajo de referencia sobre el tema que, con el apoyo del Banco Mundial, se tradujo al malgache y se puso a disposición gratuitamente en línea. Ahora está en su tercera edición.